# Malvasia bianca lunga
La Malvasia bianca lunga è un vitigno a bacca bianca diffuso da secoli in Toscana e ha fatto anche parte della ricetta originale del Chianti, completata da Benito Ricasoli nel 1870: infatti veniva coltivata in vigneti misti con il Trebbiano toscano, il Sangiovese e il Canaiolo nero. Da qui il sinonimo di Malvasia del Chianti; è anche largamente diffuso in Veneto (dove concorre alla produzione del Bianco di Custoza), Abruzzo, Puglia, Umbria e Lazio e viene spesso vinificato in uvaggio col Trebbiano toscano, per fare vini bianchi secchi e dolci, il più famoso dei quali è l’Orvieto.
In Dalmazia prende il nome di Maraština.
Le sue uve danno un vino dal colore giallo paglierino, presentando sentori fruttati e floreali; in bocca è morbido, sapido, buona alcolicità e di buon corpo.
Ha una foglia medio-grande o grande, pentagonale, pentalobata, pagina superiore glabra, di colore verde bottiglia; grappolo grande, compatto, allungato, piramidale, in genere con due ali; acino medio o piccolo, sferoidale, regolare, con buccia pruinosa, abbastanza consistente e di colore giallo paglierino con sfumature verdoline o dorate.